# ヘブライ語大辞典

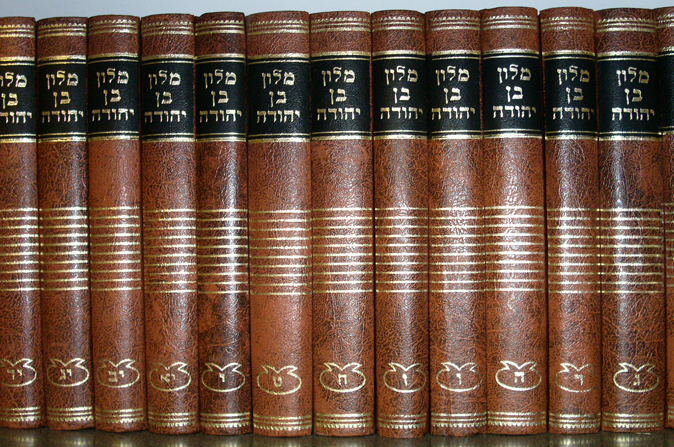
ヘブライ語大辞典の外観

『ヘブライ語大辞典』（ヘブライごだいじてん、ヘブライ語: מילון הלשון העברית הישנה והחדשה、「新・旧ヘブライ語辞典」の意）は、『ベン・イェフダー辞典』(מילון בן-יהודה) という名でより知られる、ヘブライ語史上における重要な辞典である。ヘブライ語学者、エリエゼル・ベン・イェフダー (אליעזר בן-יהודה ; Eliezer Ben-Yehuda、1858年 - 1922年) により、ヘブライ語復活のための活動の一環として編纂され、1908年に第1巻が出版された。ベン･イェフダーの死後、ヘブライ語研究者のモシェ・ツヴィ・セガル (משה צבי סגל ; Moshe Tzvi Segal、1876年 - 1968年)、ナフタリ・ヘルツ・トゥルシナイ (נפתלי הרץ טור-סיני ; Naftali Herz Tur-Sinai、1886年 - 1973年) らにより編纂作業が続けられ、1958年に最終巻が完成した。もっぱら学術的な研究に使用が限定されることが多い辞典であるが、すべての項目に幅広い時代の引用が盛り込まれているため、ヘブライ語史研究における重要な参考資料と見なされている。

## 辞典の誕生
幼少期にイェシーバーで学んでいた編纂者のベン・イェフダーは、そこでヘブライ語に出会った。彼の故郷であるリトアニアにおける友人たちとの会話のなかで、「同じ一つの言語を話さなければ、ユダヤ人は一つの民族になることができない」という言葉を聞いた。この言葉をきっかけにベン・イェフダーは、イスラエルの地（国）とヘブライ語という二つの物によって、ユダヤ人は完全に一つの民族となれる、と確信するようになった。彼はこの考えを、医学の勉強のためパリ留学中だった1879年、ヘブライ語の月刊誌『夜明け』(השחר , HaShachar) に寄せた論文「重要な質問」("שאלה נכבדה") で表明した。
19世紀末においてヘブライ語は、パレスチナのユダヤ人社会において書記言語としてのみ用いられており、ヘブライ語を日常の話し言葉として使おうと望んでいる者は誰もいなかった。それにもかかわらずベン・イェフダーは、ヘブライ語を日常会話で使用するための教育を民衆に授けることは可能であると考えていた。ベン・イェフダーの唯一の気がかりは、長年話されることのなかったヘブライ語の復活が可能なのかということと、ヘブライ語を新しい時代に適応させることができるか、ということであった。ベン・イェフダーは言語の専門家に、かつてそのような言語の復活が成功した例があったか尋ねたが、否定的な回答を得ただけであった。しかし、ベン・イェフダーは「一人の人間が何かしら言語を習得することができるのだから、一民族全体が言語を習得することも可能なはずである」と主張した。ベン・イェフダーは自分自身でこの考えを試みることを決心し、自らヘブライ語を話すことにした。しかし、彼はすぐに自分の語彙が限られていることに気づく。当時既にあったヘブライ語の辞典を調べても、19世紀末の会話で使用するのにふさわしいものがなかなかなかったのである。
この段階でベン・イェフダーは、実用的な単語を使ってヘブライ語の本を書こうとした。最初に、ユダヤ教文献『ミシュナー』から道具の名前を探し出して一覧にし、その際に出くわしたより使用頻度の低い単語も書き加えていった。こうしてできた「本」を何と呼ぶかという問いに決着をつける前に、ベン・イェフダーは結核を患い、医学の勉強を中止してアルジェに渡る。そこでベン・イェフダーは当地のユダヤ人たちとヘブライ語のみで会話を行い、結果、彼のヘブライ語能力は向上した。病状が回復するとベン・イェフダーはアルジェを離れ、パレスチナに移住した。パレスチナへの移動中に幼馴染のデボラ・ヨナス (דבורה יונס) に再会し、結婚する。夫妻には2人の子供が生まれたが、彼らはヘブライ語で教育された。ベン・イェフダーのヘブライ語に対する熱狂の結果である。
もともとのベン・イェフダーの意図は、今日知られているような辞典を執筆することではなく、様々な単語の分類を行うことであった。ベン・イェフダーの作った単語リストは、パレスチナで最初のヘブライ語新聞『ハヴァツェレット』(חבצלת) に掲載され、その最初の項目は、"אֶבֶן"（「石」の意）であった。しかし、ベン・イェフダーは、すべてのユダヤ人がヘブライ語を話すという自分の夢を実現させるには、このような単語リストでは不十分であると悟った。ベン・イェフダーはすべての単語の定義を決定しようとしたが、そのために必要な膨大な作業量のために断念を余儀なくされ、かわりに、語義について議論のある、難しい単語の定義づけを行うことを決心する。
こうして始まった辞典の編纂作業は、ベン・イェフダーのヘブライ語復活のための熱心な活動のため中断されることがあった。たとえば、ベン・イェフダーはユダヤ人の家庭に対し、ヘブライ語を日常会話で使用するように説得活動を多く行ったほか、自ら発行していたヘブライ語新聞『ハツヴィ』(הצבי) の編集活動も続けていた。さらに1890年には、ヘブライ言語委員会（イスラエルのヘブライ語の研究機関「ヘブライ言語アカデミー」の前身）を設立した。また、このころ妻デボラが結核により亡くなっている。また、1894年、人々に反乱をそそのかしているという濡れ衣をエルサレムの住人たちによって着せられ、オスマン帝国当局に逮捕、監禁されている。後に、エドマン・ジャム・ド・ロートシルト（フランスのロスチャイルド家の当主で、シオニズム運動を支援していた）の助力で釈放されるが、新聞の発行は禁止された。そのためこの後、ベン・イェフダーは辞典の編纂に全力を傾けることができるようになったのである。

## 辞典の執筆

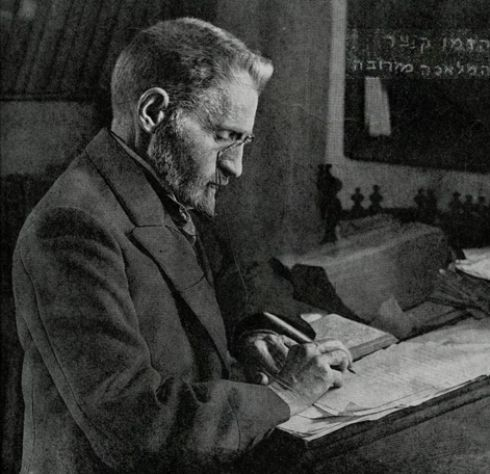
辞典を執筆するベン・イェフダー。前にある黒板には「時は短く、仕事はあまりにも多い」と記されている。

1年後、ベン・イェフダーは編纂中の辞典から抜粋を『旧約聖書・タルムード・ミドラーシュおよびタルムード後の文学にあるすべての語を含んだ、完全で一般的な本』(ספר שלם, כללי, שיכיל כל מה שיש בתנ"ך ותלמוד ומדרשים והספרות שאחרי התלמוד) という冊子にして出版した。この冊子は、過去にその語義が充分に解明されていない単語の解説を目的としたその後の辞書とは内容が異なっている。これは、ベン・イェフダーがヘブライ語の単語の知識が多い人間は非常に少数であると認識していたため、内容を変更したためと、このような問題の唯一の解決方法は、包括的な辞典を編纂する以外にないという、ベン・イェフダーの考えに由来すると思われる。
辞典の執筆のため、ベン・イェフダーはメナヘム・ベン・サルーク (Menahem ben Saruq, מנחם בן סרוק ; 中世スペインのユダヤ人哲学者) によるヘブライ語辞典など、過去に編纂されたヘブライ語辞典を精読したほか、聖書、ミシュナーとその注解 (トセフタ)、タルムード、カイロ・ゲニザの書簡類や『シラ書』などのユダヤ人による文献を読んで出典を求めた。また、他にもベン・イェフダーは古代の碑文や硬貨、ピーユート（礼拝時の詩文）、ハザルの書簡、カライ派の文学、カバラ文学、それまでに編纂された科学に関する書物など、ユダヤ人による他の重要な資料も出典として使用した。ベン・イェフダーの自宅のほぼ半分が、これらの資料から彼が書き写した引用のメモにより埋もれていった。
以上のように、ベン・イェフダーが辞典に採録したヘブライ語の語彙は、主に書き残された資料から採られたが、必要な場合には、アラム語やギリシア語、ラテン語由来の単語も収録された。ベン・イェフダーによれば、資料を100ページも読んでも、辞典に採用できる単語が見つからないこともときどきあったという。ミシュナーやタルムードからの単語には、ベン・イェフダーにより手書きでニクダー（ヘブライ語の母音記号）を加えられており、彼が正しいと考えた綴りが採用されている。辞典の名称もこのころ、『ヘブライ語大辞典』 (מילון הלשון העברית הישנה והחדשה) と決定された。
辞典の当初の目的は、ヘブライ語を生きた、広く話される言語に生まれ変わらせるための助けとするためであった。そのため、ヘブライ語を20世紀に適応させるために作られた多くの新語が辞典の項目には含まれている。新語には特別な印が付けられ、元になった聖書やハザルの言葉、外来の言葉との関連が示されている。単語の中には、たとえば、"אקדח"（ekdach, 「拳銃」、古代では「ざくろ石」）のように、時代に合うように意味が変えられたものもある。また、"גלידה"（glidah, 「アイスクリーム」）のように、別の単語を元に、全く新しく造語されたものもある。これは「氷」を表すアラム語の "גליד" (glid) に、"לביבה"（levivah, レビバー、ハヌカの際に食されるユダヤ式ハッシュ・ド・ポテト）が組み合わされたものである。また、"בדורה"（badurah, 「トマト」。これは普及しなかった新語で、現在は עגבניה, agvaniyah という）のように、アラビア語などの外国語から造語されたものも少数ながらある。ベン・イェフダーが造り出した新語の多くは、現在も使われている。
辞典の各項目はヘブライ文字のアルファベット順に沿って掲載されており、これは他のヘブライ語辞典と異なるところである。それまでの辞典では、項目はその単語の語根のアルファベット順に並べられているのが普通であった。たとえば"אגרוף"（igruf, 「拳闘」）という語は、ג-ר-ף という語根のアルファベット順に従って配列されるのが普通であった。この方法は長年の間、ヘブライ語辞典における項目の普通の配列方法であったが、ベン・イェフダーはこの配列方法に従わなかった。これはベン・イェフダーが、辞典を読む人々の中で調べたい単語の語根が何であるかを、すべて把握している人は少ないであろうと考えたからであった。

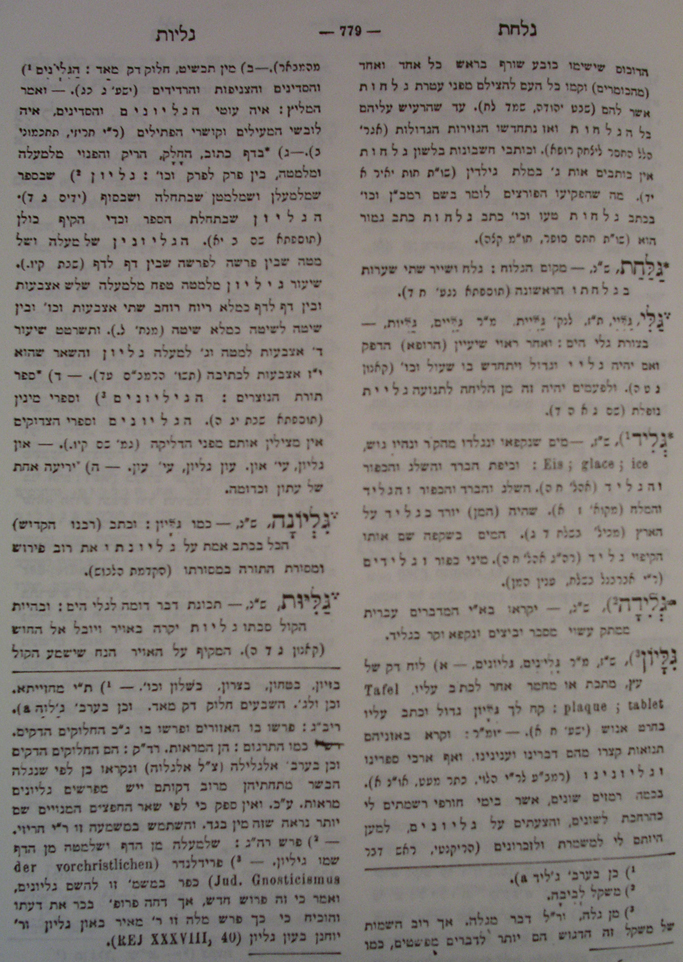
ベン・イェフダー辞典の一ページ

単語の語義の解釈とその決定は、当初からベン・イェフダーの辞典編纂の目的であった。ベン・イェフダーはすべての単語の正確な意味を決定し、他の類義語との相違を明らかにしようと熱望していた。そのため、たとえば "מעדר"（ma'der, 「鍬」）という項目では、単に地面を掘る道具であるという説明の上に、"אֵת"（et, 「シャベル」）という語と意味がどう違うのかも説明されている。辞典の内容の正確さを担保するために、専門家たちからそれぞれの専門分野で助けを得ることも多かった。それにもかかわらず、ベン・イェフダーは難解な単語の解釈で、研究者たちの意見の一致が得られない事態にもしばしば遭遇した。そのような場合、辞典にはその語の様々な解釈はすべて併記されず、ハザル時代以降に最も使用例の多い解釈が選ばれ記された。語義の解釈に研究者たちの意見の一致が見られたものの、文献により別の意味で使用されている例がある単語については、2つの解釈が併記された。また、意味があいまいな単語の解釈を決定するにあたってベン・イェフダーは、他の言語の類義語を参考にするのを常としていた。このような語義解釈の方法は、それまでのヘブライ語辞典における解釈方法とは異なるものであった。
さらに、ベン・イェフダーは各項目に英語、ドイツ語、フランス語の3つの言語の訳語も付け加えている。そのためこの辞典は、ヘブライ語と他の言語の訳語を決定づける初めての辞典ともなった。訳語の必要性についてベン・イェフダーは、辞典を利用する人々の多くがヘブライ語の知識に乏しく、ヘブライ語のみでは理解が難しいと説明している。また、ベン・イェフダーは、訳語を加えることで辞典にある単語の語義は、より明白になるとも考えた。
その上、ベン・イェフダーは、単語の語源と他の言語との比較も加えている。この部分に関してベン・イェフダーはドイツの聖書研究者ヴィルヘルム・ゲゼニウス (Wilhelm Gesenius, 1786年 - 1842年) によるヘブライ語、アラム語辞典、Thesaurus philologico-criticus linguae Hebraicae et Chaldaicae V.T を参考にしている。語源と他言語との比較は各項目の説明中に記され、非常に複雑で詳細な内容になっている。語源についてのベン・イェフダーの記述は、今日までのヘブライ語辞典の中でも最も包括的なものであるが、現在では時代遅れだったり、誤りのある部分も含まれている。

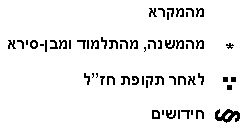
辞典の項目に使用されている出典を示す印。上から順に、聖書（無印）、ミシュナー・タルムード・シラ書、ハザル時代以降、新語。

辞典の項目はいくつかの要素から成り立っている。すべての項目語にはニクダーが付けられており、脇にその後の出典を示す特別な印が記されている（左図参照）。その項目に語源の説明がある場合は、関連のある語との通し番号が振られている。その後にその項目の単語の意味、続いて英語、ドイツ語、フランス語の訳語が記されている。項目の主要部分は、ベン・イェフダー以前の時代からの多くの出典から採られた、整理された引用からなっている。
ベン・イェフダーは辞典の執筆を一人で行っていたために、作業には長い時間がかかった。執筆を始めたころには、辞典は複数の専門家により執筆されるものであるとの考えが普通であった。しかし、ベン・イェフダーはこのような考えを否定し、一人で執筆活動を行うことで辞典の内容の統一性が保たれ、質も高まると述べた。辞典編纂に係る多大な作業のため、ベン・イェフダーは生活を送るのに支障をきたすようになった。睡眠時間はますます短くなっていったが、執筆を止めることは考慮されなかった。執筆継続の決定は、ベン・イェフダーの妻ヘムダ（最初の妻デボラの妹）によるところが多かった。ヘムダはベン・イェフダーを説得して執筆を続けさせ、貧しい彼の世話をした。
最初の巻は1908年にようやく、ベルリンの出版社から出版された。この巻はずっと以前にすでに準備されていたが、ロスチャイルド男爵から辞典編纂作業に対する経済的な援助を受けていたにもかかわらず、費用不足により印刷が遅れたのである。ベン・イェフダーが死去した1922年までに、さらに4巻が出版された。

## ベン・イェフダー亡き後の辞典
ベン・イェフダーは多くの辞典の項目の原稿を遺していた。彼の死後は、未亡人のヘムダと息子のエフードが未刊行の原稿の出版を行うとともに、未完の巻の執筆を継続する研究者を探し出した。この段階で、第6巻まで印刷が準備され、さらに第7巻の執筆が終了、第8巻のために多くの項目が執筆された。第7巻は「ベン・イェフダー信用基金」(קרן אמונים לאליעזר בן-יהודה) の助力により出版された。このころから辞典は『ベン・イェフダー辞典』と呼ばれるようになった。
第8巻と第9巻は聖書とハザル時代のヘブライ語研究者、モシェ・ツヴィ・セガル教授により編纂された。セガルがこれらの巻の編纂作業を終えたのは、1931年であった。1938年には「エリエゼル・ベン・イェフダーのヘブライ語辞典完成協会」(האגודה לסיום מילון הלשון העברית לאליעזר בן-יהודה) が設立され、未完の巻の出版費用の調達に当たることとなった。続く7巻と概論の巻は、「ヘブライ言語アカデミー」の所長、ナフタリ・ヘルツ・トゥルシナイ教授により編纂され、トゥルシナイにより辞典の編纂作業が完結したのは1958年であった。最終的に辞典は、概論の巻を含めて全17巻を有するに至った。
セガルもトゥルシナイもともに、ベン・イェフダーが未執筆であった、聖書ヘブライ語やそれ以降の、彼らの研究分野である時代の単語の項目の執筆を行った。二人が辞典の完成に果たした貢献は大きく、たとえば第10巻だけで、トゥルシナイ一人が執筆した聖書ヘブライ語の項目は250項目以上になる。また二人はベン・イェフダーが執筆した項目に、ベン・イェフダーの死後に発見された資料からの引用を追加したが、彼の死後に新しく作られた造語は辞典に採用していない。二人による解説は、ベン・イェフダーの解説と区別がつくように、括弧で囲まれている。

## ベン・イェフダー辞典の価値
ベン・イェフダー辞典は、ヘブライ語学者、アブラハム・エヴェン=ショシャン (Abraham Even–Shoshan、1906年 - 1984年) が『新ヘブライ語辞典』(המילון החדש, New Dictionary of the Hebrew Language) を出すまで、最も包括的で、広く普及したヘブライ語辞典であり、ヘブライ語の語彙研究に対して多大なる貢献を果たした。今日まで、最も広範囲の語彙が収録されている学術的な辞典と見なされており、聖書やヘブライ語研究者により、単語の使用例の出典資料として使用されている。また、それ以上に重要なことに、ベン・イェフダー辞典は19世紀後半から20世紀初頭にかけての、ヘブライ語の発展過程を示す歴史的な証拠資料にもなっているのである。